# Formula Nippon sezona 2008
Formula Nippon sezona 2008 je bila trinajsto prvenstvo Formule Nippon, ki je potekalo med 6. aprilom in 21. septembrom 2008.

## Koledar dirk
| # | Dirkališče | Datum         | Pole                   | Najh. krog         | Zmagovalec             | Moštvo           |
| - | ---------- | ------------- | ---------------------- | ------------------ | ---------------------- | ---------------- |
| 1 | Fuji       | 6. april      | Tsugio Matsuda         | Yuji Tachikawa     | Tsugio Matsuda         | Team Impul       |
| 2 | Suzuka     | 11. maj       | Tsugio Matsuda         | Yuji Tachikawa     | Tsugio Matsuda         | Team Impul       |
| 3 | Motegi     | 25. maj       | Tsugio Matsuda         | Tsugio Matsuda     | Tsugio Matsuda         | Team Impul       |
| 4 | Okayama    | 8. junij      | Tsugio Matsuda         | Satoshi Motoyama   | Loïc Duval             | Nakajima Racing  |
| 5 | Suzuka     | 13. julij     | Tsugio Matsuda         | Hiroaki Ishiura    | Tsugio Matsuda         | Team Impul       |
| 5 | Suzuka     | 13. julij     | Satoshi Motoyama       | Roberto Streit     | Kohei Hirate           | Team Impul       |
| 6 | Motegi     | 10. avgust    | Tsugio Matsuda         | Roberto Streit     | Loïc Duval             | Nakajima Racing  |
| 6 | Motegi     | 10. avgust    | Takeshi Tsuchiya       | Takeshi Tsuchiya   | Seiji Ara              | TOM'S Racing     |
| 7 | Fuji       | 31. avgust    | João Paulo de Oliveira | Takashi Kogure     | João Paulo de Oliveira | Kondō Racing     |
| 7 | Fuji       | 31. avgust    | Kosuke Matsuura        | Toshihiro Kaneishi | Kosuke Matsuura        | Dandelion Racing |
| 8 | Sugo       | 21. september | Satoshi Motoyama       | Loïc Duval         | Tsugio Matsuda         | Team Impul       |

## Rezultati

### Dirkači
| Poz | Dirkač                 | Drž                                                   | FUJ1 | SUZ1 | MOT1 | OKA | SUZ2 | SUZ2 | MOT2 | MOT2 | FUJ2 | FUJ2 | SUG | Toč  |
| --- | ---------------------- | ----------------------------------------------------- | ---- | ---- | ---- | --- | ---- | ---- | ---- | ---- | ---- | ---- | --- | ---- |
| 1   | Tsugio Matsuda         | Japonska                                              | 1    | 1    | 1    | Ret | 1    | 8    | 2    | 2    | 4    | 5    | 1   | 93.5 |
| 2   | Loïc Duval             | Francija                                              | 10   | 10   | 3    | 1   | 6    | 2    | 1    | Ret  | 2    | 7    | 3   | 62   |
| 3   | André Lotterer         | Nemčija                                               | Ret  | 3    | 2    | 2   | 2    | 4    | 11   | 7    | 5    | 4    | 12  | 49   |
| 4   | Kohei Hirate           | Japonska                                              | Ret  | 2    | 6    | 3   | 5    | 1    | Ret  | DNS  | Inj  | Inj  | 5   | 42   |
| 5   | Takashi Kogure         | Japonska                                              | 6    | 5    | Ret  | 9   | 3    | 7    | 5    | Ret  | 3    | 6    | 2   | 41   |
| 6   | João Paulo de Oliveira | Brazilija                                             | Ret  | Ret  | 9    | 11  | 4    | 5    | 3    | 3    | 1    | 8    | 6   | 33   |
| 7   | Yuji Tachikawa         | Japonska                                              | 2    | 17   | 7    | 4   | 17   | 12   | 4    | 4    | 9    | 9    | 15  | 31   |
| 8   | Benoît Tréluyer        | Francija                                              | 4    | 7    | Ret  | 8   | Ret  | 13   | 15   | Ret  | 7    | 2    | 4   | 27   |
| 9   | Ronnie Quintarelli     | Italija                                               | 5    | 8    | Ret  | 7   | 10   | 9    | Ret  | 13   | 6    | 3    | 7   | 21.5 |
| 10  | Takuya Izawa           | Japonska                                              | Ret  | 9    | 4    | 5   | 12   | Ret  | Ret  | 12   | 18   | 17   | 8   | 19   |
| 11  | Satoshi Motoyama       | Japonska                                              | Ret  | 4    | 16   | Ret | 8    | 3    | 9    | 5    | 14   | 14   | Ret | 14   |
| 12  | Naoki Yokomizo         | Japonska                                              | Ret  | 6    | 11   | 6   | 7    | 6    | Ret  | 11   | 12   | 12   | Ret | 12   |
| 13  | Roberto Streit         | Brazilija                                             | 3    | 15   | Ret  | Ret | 11   | 10   | Ret  | 9    | 19   | 18   | 10  | 11   |
| 14  | Seiji Ara              | Japonska                                              | Ret  | 11   | 10   | 10  | 13   | 11   | 7    | 1    | 10   | 10   | 16  | 9    |
| 15  | Toshihiro Kaneishi     | Japonska                                              | 11   | Ret  | 5    | 14  | Ret  | 14   | 6    | Ret  | 16   | 20   | 11  | 9    |
| 16  | Hiroaki Ishiura        | Japonska                                              | 7    | 13   | 8    | Ret | 14   | Ret  | 13   | 8    | 17   | 16   | 9   | 9    |
| 17  | Takeshi Tsuchiya       | Japonska                                              | 8    | 14   | 14   | 12  | 16   | Ret  | 8    | 14   | 11   | 11   | 14  | 4    |
| 18  | Kosuke Matsuura        | Japonska                                              | 12   | 16   | 12   | 13  | 9    | Ret  | 10   | 6    | 8    | 1    | 13  | 3.5  |
| 19  | Yuji Ide               | Japonska                                              | 9    | 18   | 15   | Ret | 15   | Ret  | 12   | Ret  | Ret  | 19   | 17  | 2    |
| 20  | Hiroki Yoshimoto       | Japonska                                              |      |      |      |     | 18   | 15   | 14   | 10   |      |      |     | 0    |
| 21  | Katsuyuki Hiranaka     | Japonska                                              | Ret  | 12   | 13   | 15  |      |      |      |      | 15   | 15   | Ret | 0    |
| 22  | Richard Lyons          | Združeno kraljestvo Velike Britanije in Severne Irske |      |      |      |     |      |      |      |      | 13   | 13   |     | 0    |